# Tayova–Sachsova choroba
Tayova–Sachsova choroba či GM2 gangliozidóza (anglicky: Tay-Sachs disease, odtud zkratka TSD) je velmi vzácná dědičná metabolická choroba s autosomálně recesivním typem dědičnosti, způsobená nedostatkem lyzozomálních hydroláz.
Symptomy onemocnění se projevují v nervových buňkách mozku při nahromaděni vyššího množství gangliosidů (derivátů mastných kyselin). Projevuje se třešňovo-červenou skvrnou na sítnici oka.
Nemoc je pojmenována po britském oftalmologovi Warrenu Tayovi, který v roce 1881 jako první popsal červenou skvrnu na oční sítnici, a americkém neurologovi Bernardu Sachsovi z newyorské nemocnice Mount Sinai, který v roce 1887 popsal buněčné změny provázející chorobu a zaznamenal zvýšený výskyt u aškenázské židovské populace.
Neexistuje žádný způsob léčby, avšak existuje krevní test, který pomáhá onemocnění předcházet.

## Klasifikace a symptomy
- Infantilní TSD – Klinické projevy se objevují už během šestého měsíce života; onemocnění je smrtelné. Nervové buňky se pod vlivem množství gangliozidií rozšiřují a zpomaluje se mentální i fyzický vývin. Pacienti jsou převážně slepí a hluší, neschopní polykat a pohybovat se. Smrt obyčejně nastává do pěti let života.
- Juvenilní TSD – Klinické projevy se objevují ve věku 2 až 10 let. Jedná se o velmi vzácnou formu. Pacienti mají problém s pohybem, mají nejistou chůzi, problémy s polykáním a mluvením. Smrt nastává mezi pátým až patnáctým rokem života.
- Adultní/Pozdní TSD někdy též LOTS (zkratka anglického Late Onset Tay-Sachs Syndrome) – Nastupuje ve věku 20 až 30 let a není smrtelná. Projevuje se nejistou chůzí, zpomaleným vývinem a psychickými poruchami (hlavně schizofrenií). Pacienti jsou převážně připoutaní na invalidní vozík, ale psychické poruchy se dají kontrolovat léky, a tak mohou pacienti vést relativně normální život.